# Melanophryniscus vilavelhensis
Melanophryniscus vilavelhensis är en groddjursart som beskrevs av Steinbach-Padilha 2008. Melanophryniscus vilavelhensis ingår i släktet Melanophryniscus och familjen paddor. Inga underarter finns listade i Catalogue of Life.